# Industrial Estate (Trinidad y Tobago)
Industrial Estate es una localidad de Trinidad y Tobago, que forma parte de la región de Diego Martín.

## Toponimia
La localidad también es conocida por el nombre de Diego Martin Industrial Estate.

## Geografía
La localidad abarca parte de la isla Trinidad y limita al norte con Covigne, al sur con Rich Plain, al este con Diamond Vale y al oeste con Covigne y Rich Plain.

## Demografía
Datos demográficos de la localidad de Industrial Estate:
| Gráfica de evolución demográfica de Industrial Estate entre 2000 y 2011 |
|                                                                         |